# Монеты Нерона

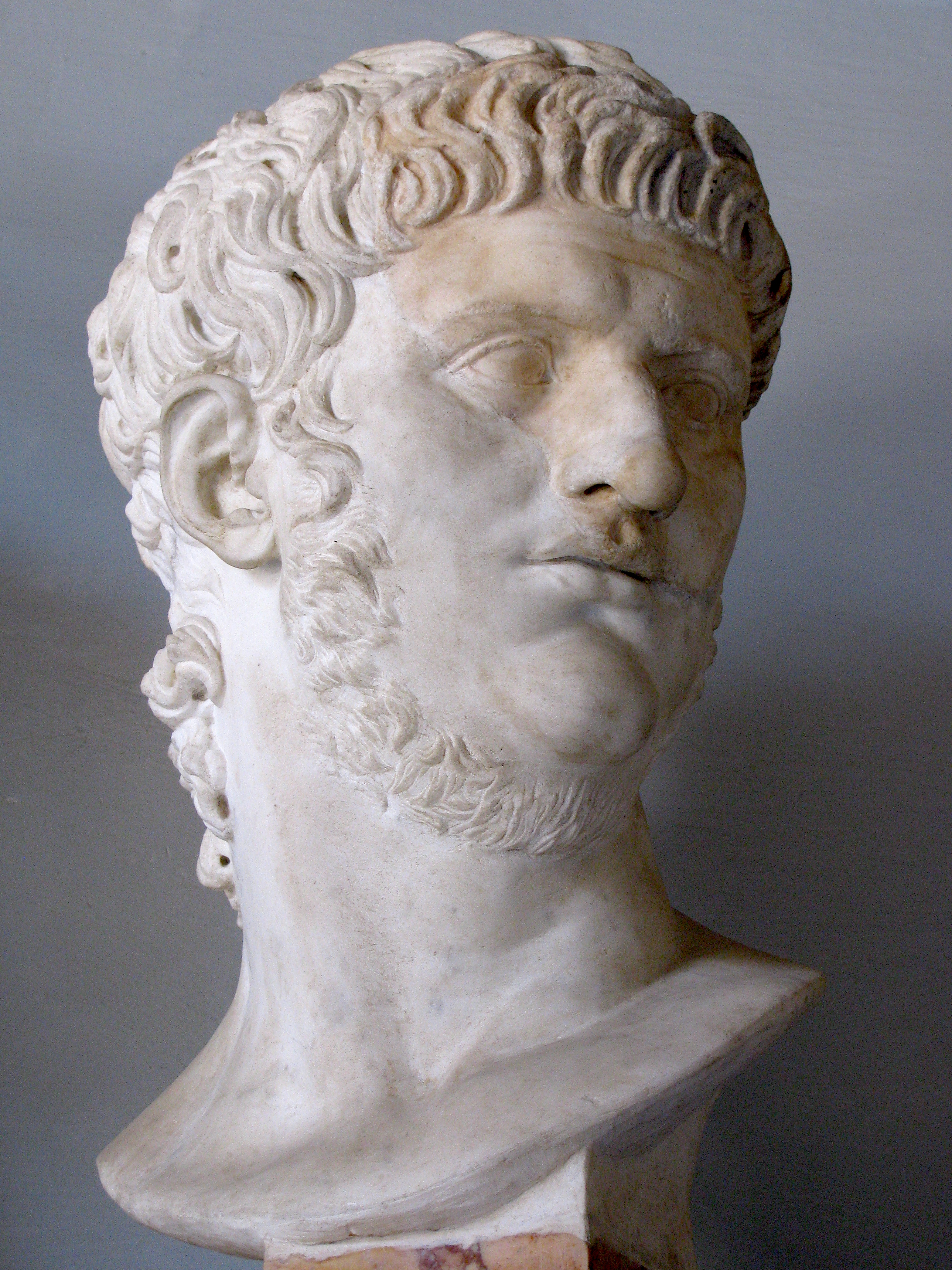
Бюст Нерона

Монеты Нерона — монеты Римской империи времён правления Нерона 54—68 гг. н. э. За это время было отчеканено 622 типа имперских монет в Риме, Кесарии Каппадокийской и Лугдуне. Их отличает разнообразие сюжетов, связанных с императорской семьёй, армией, градостроительной деятельностью, праздниками, внешней и внутренней политикой, неудавшимся «заговором Пизона» и другими.
Во время правления Нерона была проведена монетная реформа, по сути уменьшившая содержание благородных металлов в монете. Она имела долгосрочные негативные последствия для всей системы денежного обращения Римской империи.
В статью не помещена информация о монетах с изображением Нерона, которые чеканили в годы правления его приёмного отца Клавдия.

## Система денежного обращения Римской империи начала правления Нерона
При Октавиане Августе была создана система, в которой золотой ауреус и серебряный денарий стали основой серебряно-золотого биметаллизма при одновременном хождении кредитных монет из неблагородных металлов, чья стоимость была закреплена государством.
Со времени монетной реформы Октавиана Августа 20-х годов до н. э. содержание благородных металлов в монетах на момент прихода Нерона к власти в 54 г. н. э. было незначительно снижено. Ауреус составлял ~1⁄43 римского фунта (327,45 г) или ~7,61 г чистого золота (золота, максимально возможной на то время степени очистки), а денарий — ~1⁄89 фунта или ~3,68 г чистого серебра.
Соотношение различных денежных единиц оставалось неизменным со времени правления Октавиана Августа и представлено в таблице 1. За время правления Нерона выпускали все представленные в таблице номиналы за исключением серебряных квинариев.
Таблица 1. Соотношение денежных единиц в Римской империи во время правления Нерона
| Монета              | Номинальная стоимость в денариях | Номинальная стоимость в сестерциях | Номинальная стоимость в ассах |
| ------------------- | -------------------------------- | ---------------------------------- | ----------------------------- |
| Ауреус              | 25                               | 100                                | 400                           |
| Золотой квинарий    | 12½                              | 50                                 | 200                           |
| Денарий             | 1                                | 4                                  | 16                            |
| Серебряный квинарий | ½                                | 2                                  | 8                             |
| Сестерций           | ¼                                | 1                                  | 4                             |
| Дупондий            | 1⁄8                              | ½                                  | 2                             |
| Асс                 | 1⁄16                             | ¼                                  | 1                             |
| Семис               | 1⁄32                             | 1⁄8                                | ½                             |
| Квадранс            | 1⁄64                             | 1⁄16                               | ¼                             |

## Общая характеристика монет Нерона. Места выпуска

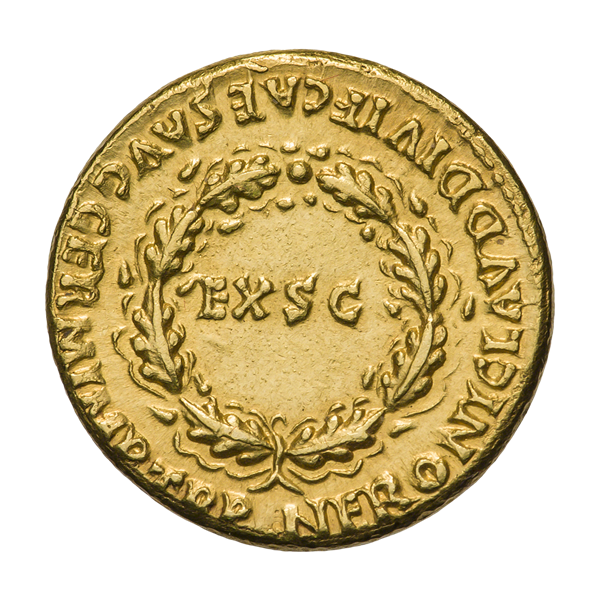
«EX S C» в гражданской короне — типичный вид реверса золотых и серебряных монет Нерона 54—60/61 годов

Ближайшее окружение молодого Нерона, в которое входили префект преторианцев Секст Афраний Бурр и философ-стоик Луций Анней Сенека, добилось усиления роли сената. Под влиянием своих наставников Нерон в 55 г. изгнал из дворца Агриппину и преданного ей министра финансов вольноотпущенника Палласа. В период между 55 и 60 годами, когда высшие государственные должности занимали Бурр и Сенека, все золотые и серебряные монеты римской чеканки содержали бюст Нерона на аверсе, аббревиатуру «EX S C» в гражданской короне на реверсе.
«S C» (Senatus Consulto) на монетах обозначает выпуск, согласованный с сенатом. В республиканское время сенат поручал монетарию или другому представителю власти организовать чеканку определённого количества денег. Зачастую это делали для определённых целей, в частности закупки зерна. Этот возврат к системе выпуска денег времён республики продлился недолго. В 59 году контроль и управление государственной казной переходит от квесторов к назначаемым императором префектам. С 60—61 года указание на ответственность сената за выпуск перестаёт занимать центральное положение на реверсе. В 62 году умирает Бурр, а Сенека подаёт прошение об отставке и уходит на покой. В 64 году знак «S C» окончательно исчез с золотых и серебряных монет, а император получил монопольный контроль за их выпуском.
С 54 по 62 год на имперских монетных дворах Рима и Кесарии Каппадокийской выпускали исключительно золотые ауреусы и серебряные денарии. Наличие монетного двора в отдалённой от Рима провинции было связано с военной необходимостью обеспечения деньгами армии, которая на протяжении правления Нерона вела войну с парфянами за контроль над Арменией. В 62 году в Риме возобновили чеканку монет из неблагородыных металлов. Первый выпуск состоял из медных ассов, семисов и квадрансов. В последующих появляются сестерции и дупондии из орихалка (латуни). В последующие годы квадрансы, семисы и ассы также стали выпускать из латуни.
В том же 62 году был открыт филиал римского монетного двора в Лугдуне (современный Лион), на котором стали чеканить монеты из неблагородных металлов для снабжения ими западной части Римской империи.

## Монетная реформа Нерона
Во время правления Нерона в 64—65 годах была проведена монетная реформа, направленная на пополнение казны. Согласно английскому нумизмату Г. Мэттингли в ней можно выделить три составляющие, две из которых имели долгосрочное негативное значение, а третья носила экспериментальный характер:
1. масса ауреуса была уменьшена до 1⁄45 фунта (7,277 г), а денария — 1⁄96 фунта (3,41 г);
2. к серебру стали добавлять 10 % лигатуры (примесей);
3. все монеты из неблагородных металлов стали чеканить из латуни исходя из соотношения один асс — ¼ унции (6,82 г).

Снижение содержания благородных металлов в монете позволило наполнить казну. В то же время государство стало на опасный путь, который привёл к весьма негативным последствиям для всей системы денежного обращения Римской империи. Государство и раньше шло на снижение веса золотых и серебряных монет. Однако ранее оно было явным, так как его было невозможно скрыть от общества. Так, современник реформы Плиний Старший в своём произведении «Естественная история» указывал «и совсем недавно Нерон чеканил 45 монет из фунта золота…». Однако при Нероне было нарушено качество серебра, чистота которого смогла завоевать римскому денарию доверие и широкий ареал обращения от Индии до Британии. Об уменьшении пробы серебра в монете открыто не объявляли. Порча монеты хоть и являлась лёгким способом уменьшить расходы, в итоге привела к утрате доверия к римским монетам.

## Титулатура Нерона на монетах
Описание титула на монетах римских императоров имеет важное значение в определении даты их выпуска. Полный титул Нерона к моменту смерти звучал как: «император Нерон Клавдий Цезарь Август Германик, Великий понтифик, наделён властью трибуна 14 раз, властью императора 13 раз, пятикратный консул, Отец отечества» (лат. IMPERATOR · NERO · CLAVDIVS · CAESAR · AVGVSTVS · GERMANICVS · PONTIFEX · MAXIMVS · TRIBVNICIAE · POTESTATIS · XIV · IMPERATOR · XIII · CONSVL · V · PATER · PATRIAE). Титул императора он получил 13 октября 54 года, а наделение властью трибуна (Tribunicia potestas) было отложено до 4 декабря. Затем её ежегодно продлевали. Это находило отображение как в официальном титуле, так и легенде на монете. Указание «TR P(OT) II» означает «наделённый властью трибуна во второй раз», или в отношении монет Нерона, отчеканенная в 55 или 56 годы
Должность консула римский император занимал пять раз в 55, 57, 58, 60 и 68 годы. На ряде монет 55 и 60 годов имеется указание «COS» или «COS IIII», которые обозначали «занимающий должность консула (в четвёртый раз)». До 66 года титул императора присутствовал после имени, позже — предшествовал ему. Эти особенности позволяют нумизматам и историкам с большой точностью определить даты выпуска, начала монетной реформы, отображённых на монете событий.

## Императорская семья на монетах

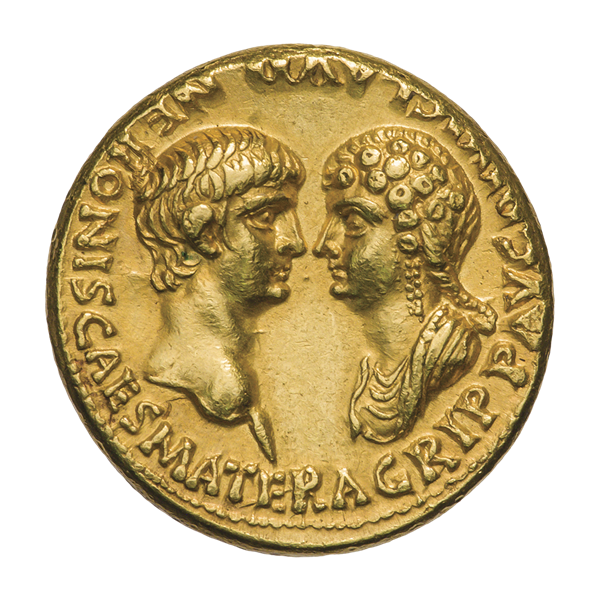
Нерон со своей матерью Агриппиной

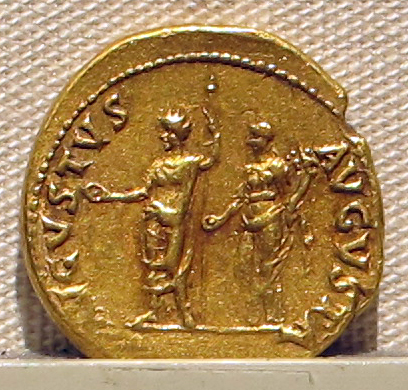
Нерон с женой Поппеей Сабиной

На момент занятия престола Нерону было 16 лет. Вначале реальной властью обладала мать принцепса Агриппина. Она была объявлена служительницей культа «божественного Клавдия», обожествлённого сразу же после смерти. На монетах первого года его правления до декабря 55 года изображён либо предшественник Нерона Клавдий, либо сам император со своей матерью. Причём на первых выпусках с Агриппиной её титул помещали на аверс монеты, а императора — на реверс. В 64 года на реверсе ауреусов и денариев появляется любимая жена Нерона Поппея Сабина. Продлилось это не долго, так как в 65 году она умерла.

## Божества, храмы и религиозная политика Нерона в монетных типах

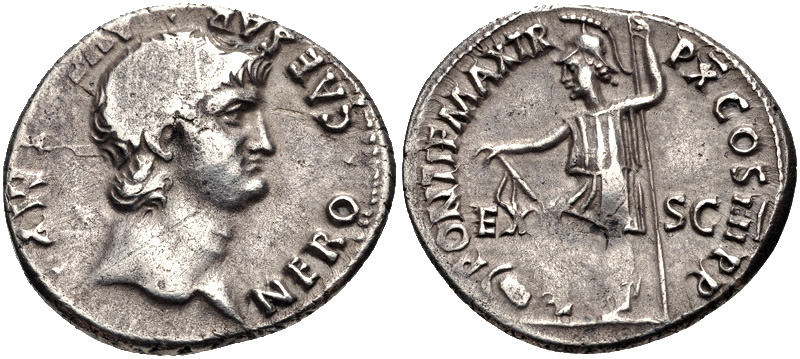
Денарий с изображением богини доблести Виртус 63/64 г.

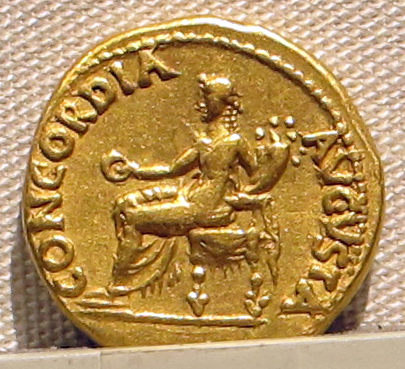
Богиня согласия Конкордия появилась на монетах в контексте официальной политики о необходимости гармонии в обществе после великого пожара Рима 64 года

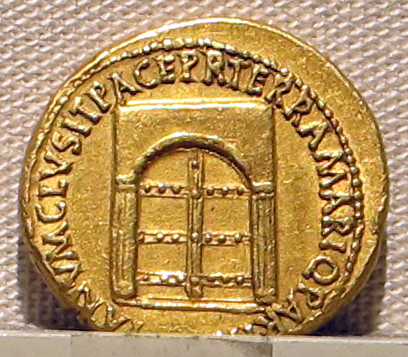
Закрытые ворота храма Януса

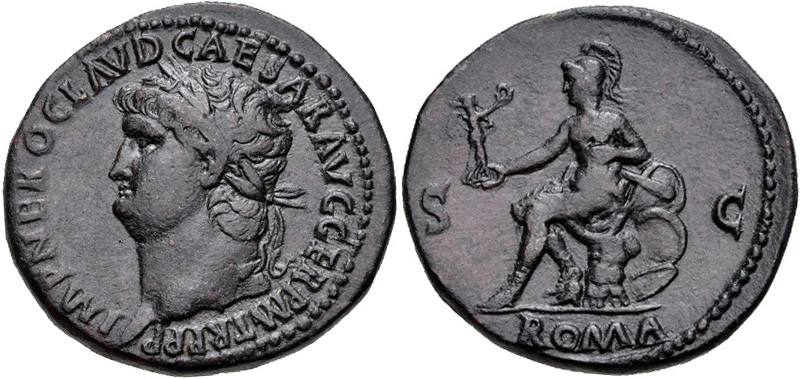
Рома с Викторией

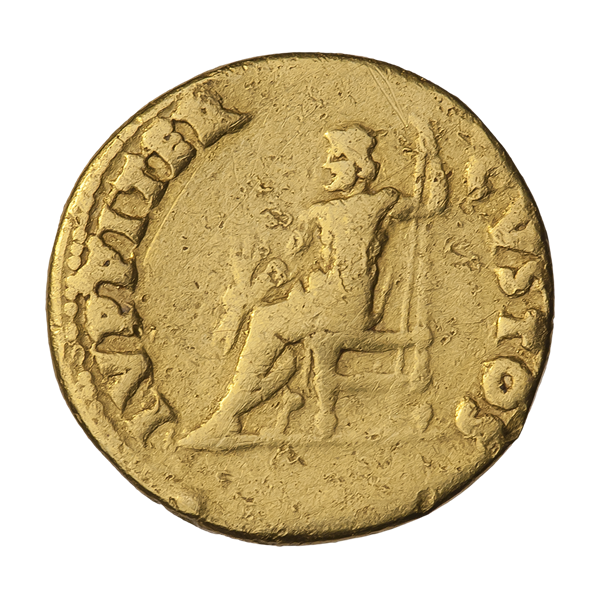
Юпитер Искупитель

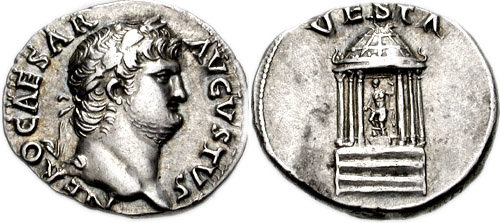
Восстановленный после пожара храм Весты

Религиозная политика Нерона была противоречивой. В первой половине своего правления на монетах отображались традиционные римские божества. На экземплярах 60/61—64 годов помещают Виртус (спутницу Марса, вдохновлявшую римлян на боевые подвиги ради отечества), Цереру (богиню урожая и плодородия) и олицетворяющую Рим богиню Рому. Богиню урожая Цереру часто изображали вместе с богиней жатвы Анноной и на монетах из неблагородных металлов.
В последующие годы Нерон стал относиться к святыням и традиционным богам с презрением на грани со святотатством. Римский император посчитал себя воплощением Аполлона. Согласно Светонию Нерон поставил в комнатах дворца собственные статуи в одеждах Аполлона кифареда и распорядился отчеканить монету с таким изображением. На официальный портрет на аверсе монет начинают помещать атрибут бога Солнца Гелиоса (Сола) солнечную корону.
Ряд монет с изображением богов приурочены к знаковым событиям в жизни государства. Отображение нашло прибытие римской армии под руководством Гнея Домиция Корбулона в 63 году в Армению. На монетах приуроченных этому событию Нерон держит шар с богиней Викторией. Викторию помещают и на другие монетные типы, так как её изображение являлось характерным для денег, как Римской республики, так и империи.
Война за контроль над Арменией закончилась коронацией Трдата в 65 году в Риме самим Нероном. Согласно Светонию после этого римский император лично закрыл ворота храма Януса. Двери храма по многовековой традиции запирали во время мира, и открывали, когда Рим вёл войну. Из-за больших размеров государства и необходимости постоянно вести войны с окружающими его монархиями и племенами варваров, храм Януса был практически всегда открыт. Мир продлился недолго, так как в последующем 66 году началось восстание евреев в стране Израиля против римского владычества, получившее название Иудейской войны. Закрытые ворота храма появились на множестве монет. Надпись «IANVM CLVSIT PACE P R TERRA MARIQ PARTA» носит выраженный пропагандистский характер и обозначает «Закрыв двери храма Януса дал мир римскому народу на суше и на море».
После так называемого великого пожара Рима 64 года Нерон объявил о необходимости гармонии в обществе в свете общей для каждого римлянина беды. Официальная политика проявила себя, в частности, помещением богини согласия Конкордии на монеты. Выпуски 65 года и позднее изображают богиню, олицетворяющую Рим, Рому. Она символизирует либо восстановление города после разрушительного пожара, либо победы римской армии на востоке. Во втором случае на протянутой руке Ромы находится богиня победы Виктория. Во время пожара пострадала одна из главных древнеримских святынь храм Весты. Его восстановление отобразили на монете.
После раскрытия в 65 году крупного заговора с целью убийства Нерона и передачи власти Гаю Кальпурнию Пизону выпустили монеты с изображением Юпитера Искупителя и богини благополучия и успеха Салюс. Спасение Нерона от угрожавших ему опасностей официальная пропаганда связывала с божественной защитой. Это нашло отображение и в монетах, на которых появилась богиня безопасности и стабильности Секуритас. Существует и другая версия помещения богини безопасности на монеты. В условиях, когда жители Рима зависели от поставок зерна из других частей империи, Секуритас, по мнению римлян, охраняла корабли от бурь и кораблекрушений.
Характерным для правления Нерона являлся монетный тип с изображением гения Августа, который охраняет римский народ и государственность. В этих монетах проявляется как официальная пропаганда, так и лесть ответственных за чеканку чиновников относительно императора, наделивших аллегорическое изображение покровителя всего народа некоторыми чертами Нерона.

## Военная тематика на монетах Нерона

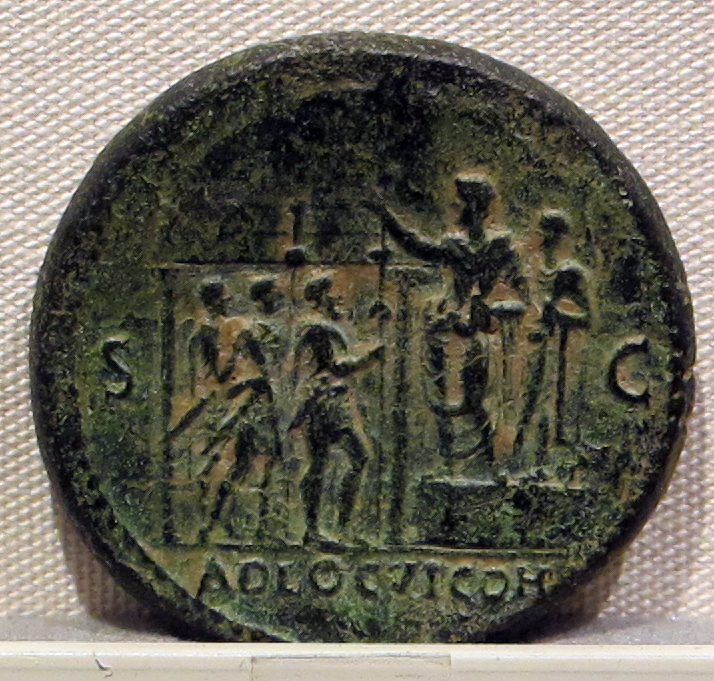
«Adlocutio»

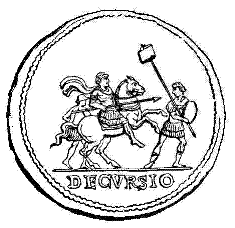
«Decursio»

С военной деятельностью связаны монетные типы «Adlocutio» (обращение) и «Decursio» (прибытие). Сцена выступления перед войском на монете являлась пропагандой единства императора с армией. На сестерциях 66 года изображены два скачущих всадника. Передний (по-видимому, сам Нерон) держит наперевес копьё, второй — вексиллум. Их появление не могло быть связано с непосредственным участием императора в военных действиях, так как за время своего правления Нерон никогда не руководил армией во время похода. Однако он мог появляться перед легионами в военной форме на учениях и парадах. Эмиссия этих монет может быть связана с подготовкой к войне с восставшей Иудеей. Среди монет Нерона имеется и другой тип сестерциев «Decursio». На нём император едет на коне, а впереди идёт пехотинец с вексиллумом, оглядываясь на своего главнокомандующего. Эти выпуски по своей сути являлись средством пропаганды для легионов, показывая единство императора и армии.
Кроме выпусков с изображением императора и военных во время Нерона выпускали монеты с военными знаками, такими как орёл легиона (аквила), штандарты, а также военной амуницией (шлем, щит и копьё).

## Памятники архитектуры на монетах Нерона

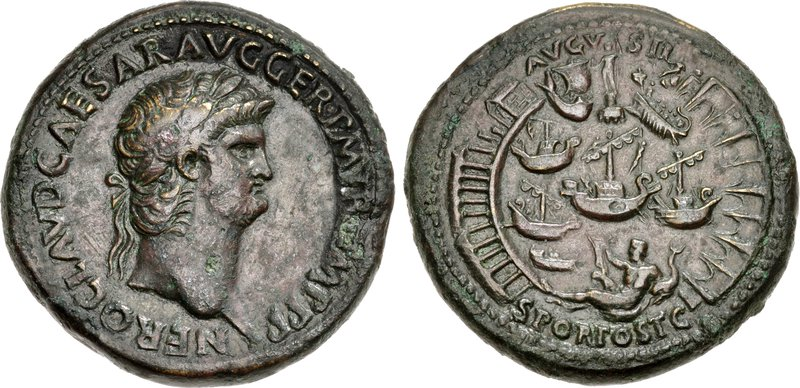
Гавань в Остии

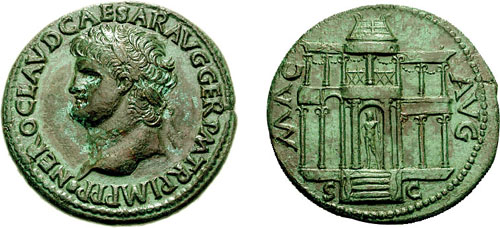
Мясной рынок

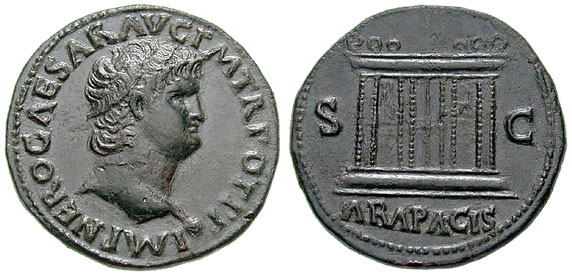
Алтарь мира

Монеты большинства императоров от Августа до Ромула Августа прославляли культурные мероприятия империи, различные торжества и празднества, отражали их градостроительную деятельность. Попытка увековечить своё правление бурной архитектурной деятельностью находила своё отображение на монетных типах.
Сестерции Нерона воспроизводят архитектурный комплекс гавани Остии и примыкающей к ней части города с высоты птичьего полёта. Слева на монете располагается пирс с портиком в форме полумесяца, жертвенным алтарём и зданием в конце набережной. Справа — серповидный эллинг с рядом волнорезов. Между пирсом и волнорезами располагается фигура Нептуна, который держит руль и дельфина в руках. В центре — корабли. Существует множество разновидностей, различающихся мелкими деталями, такими как количество волнорезов и колонн в портике.
Построенный во время правления Нерона мясной рынок также находит отображение на монетах.
Военная победа войск Корбулона, которые захватили и сожгли столицу Армении Артаксату, стала поводом для сооружения триумфальной арки. Вскоре её поместили и на монету. По завершении войны с парфянами за контроль над Арменией, «всеобщий мир» нашёл отображение не только в чеканке монет с закрытым храмом Януса, но и алтарём Мира — символом наступления эпохи «римского мира» (Pax Romana).

## Конгиарии и цирковые представления

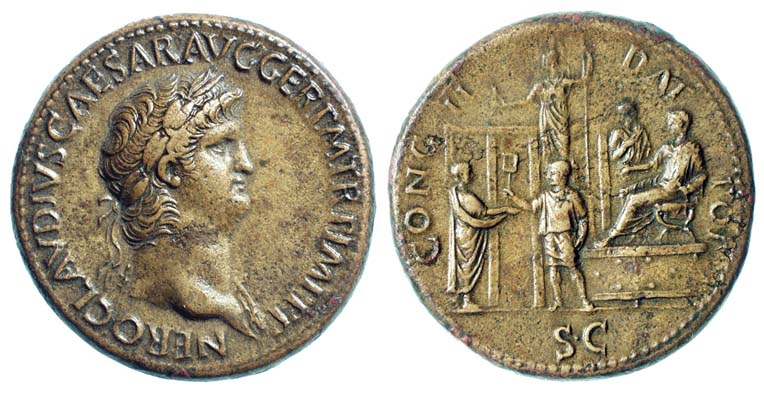
Конгиарий

Для собственной популяризации Нерон построил народные гимнасии и несколько театров, в которых играли греческие труппы. В Риме стали часто проводиться невиданные ранее по размаху гладиаторские бои. В 60 году впервые был проведён грандиозный фестиваль «Квинквиналия Нерония» (лат. Quinquennialia Neronia), посвящённый пятилетию его правления. Фестиваль длился несколько дней и состоял из трёх частей — музыкально-поэтической, когда соревновались чтецы, декламаторы, поэты и певцы; спортивной, которая была аналогом греческих олимпиад; и конной — соревнований всадников. Вторая «Квинквиналия Нерония» прошла через 5 лет — в 65 году, и была посвящена десятилетию правления императора. «Неронии» нашли отображения на монетах композицией из стола для игр, урны и пальмовой ветви.
Всеобщие, проводимые с размахом, праздники сопровождались раздачей денег римским гражданам. Эти выплаты назывались конгиарием. Подобная практика получения народом «хлеба и зрелищ» была традиционной для древнего Рима. Сумма конгиария при Нероне была беспрецедентно большой. Она составила 400 сестерциев на человека. Специально под это событие отчеканили монеты, изображающие раздающего деньги императора на курульном кресле.

## Провинциальные монеты

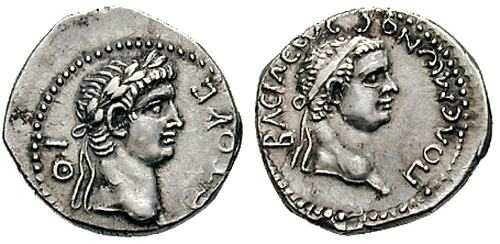
Драхма вассального Боспорского царства с изображением Нерона и местного царя Полемона II

Золотые монеты во время правления Нерона выпускали исключительно в Риме. Западная часть империи обеспечивалась римской монетой имперской чеканки. На востоке спрос на деньги покрывали местные монетные дворы. Вассальные правители выпускали бронзовые и серебряные монеты, на одной стороне которых помещали римского императора, на другой — собственное изображение. В отличие от имперских, их выпуск не регулировался центральными властями или лицами, уполномоченными ими проводить эмиссию денег. Провинциальные выпуски имели важное значение для местного денежного обращения. Они могли повторять привычные для территории местные единицы, такие как, например, тетрадрахмы для Восточного Средиземноморья. Целью их выпусков было обеспечение той или иной территории разменной монетой.

## Комментарии
1. ↑  RIC Nero, I, 8—22
2. ↑  RIC Nero, I, 1—7, 607—615, 619—622
3. ↑  RIC Nero, I, 44, 45, 56, 57
4. ↑  RIC Nero, I, 25, 26, 36, 37, 40, 41
5. ↑  RIC Nero, I, 23, 24, 31, 32, 35
6. ↑  RIC Nero, I, 27—30, 33, 34, 38, 39, 42, 43
7. ↑  RIC Nero, I, 98, 99, 137—142, 372, 389—391, 430, 431, 493—497, 566—572
8. ↑  RIC Nero, I, 73—82, 121—123, 205—212, 380, 381, 384, 385, 414—417, 451—455
9. ↑  RIC Nero, I, 113—116, 119, 123, 124
10. ↑  RIC Nero, I, 46, 47
11. ↑  RIC Nero, I, 88—90, 115—120, 196—204, 312—316, 346, 351, 352, 368, 370, 377—379, 409—413, 447—450, 473—478, 522—525, 540—548, 600—606, 616—618
12. ↑  RIC Nero, I, 50, 51, 58, 263—272, 283—291, 300—311, 323—328, 337—342, 347—350, 353—355, 362, 366, 367, 421, 438, 439, 468—472, 510—512, 537—539, 583—585
13. ↑  RIC Nero, I, 48, 49
14. ↑  RIC Nero, I, 221—227, 296—298, 356—359, 363—365, 369, 398, 479—485, 549—558
15. ↑  RIC Nero, I, 54, 55, 65, 70, 272—282, 292—295, 329—336, 343—345, 360, 361, 422—426, 442, 443, 515—517, 590—595
16. ↑  RIC Nero, I, 61, 62
17. ↑  RIC Nero, I, 52, 53, 63, 64, 69
18. ↑  RIC Nero, I, 59, 60, 66, 67, 71, 72
19. ↑  RIC Nero, I, 112—114, 190—195, 299, 375, 376, 403—408, 518—521, 596—599
20. ↑  RIC Nero, I, 83—87, 124, 125, 213—220, 382, 383, 419, 420, 462—467, 532—536
21. ↑  RIC Nero, I, 95—97, 130—136, 371, 386—388, 429, 489—492, 564, 565
22. ↑  RIC Nero, I, 103—108, 163—177, 395—397, 436, 437, 507—509, 577—582
23. ↑  RIC Nero, I, 95—97, 130—136, 371, 386—388, 429, 489—492, 564, 565
24. ↑  RIC Nero, I, 68
25. ↑  RIC Nero, I, 93, 94, 126, 127, 129, 249—257, 317, 318
26. ↑  RIC Nero, I, 178—183, 440, 441, 513, 514, 586—589
27. ↑  RIC Nero, I, 109—111, 184—189, 373, 374, 399—402
28. ↑  RIC Nero, I, 143—150, 392, 393, 432, 433, 498—500, 573—575
29. ↑  RIC Nero, I, 418, 456—461, 526—531
30. ↑  RIC Nero, I, 91, 92, 228—248, 427, 428, 486—488, 559—563
31. ↑  RIC Nero, I, 100—102, 151—162, 394, 434, 435, 501—506, 576